# 1945 (film)
1945 è un film del 2017 diretto da Ferenc Török.
Il film è stato presentato alla 67ª edizione del Festival internazionale del cinema di Berlino.

## Trama
Nell'agosto del 1945 due ebrei giungono in un villaggio ungherese.
Il loro arrivo sconvolge la quiete degli abitanti, intenti agli ultimi preparativi per il matrimonio del figlio dell'uomo più influente del paese, notaio comunale e proprietario della drogheria.
Il problema è che durante la guerra, lo stesso notaio si è impossessato dell'attività che apparteneva alla famiglia ebrea dei Pollock, deportata dopo la denuncia di un uomo, che ora vive con la sua famiglia nella casa lasciata libera dai Pollock.
La paura che questi due uomini siano in qualche maniera legati ai Pollock e possano rivendicare qualcosa che a loro venne sottratto, determina una serie di eventi imprevedibili, che si uniscono alla scoperta che la promessa sposa non ha smesso di frequentare il suo vecchio fidanzato, per altro attivista comunista.
I due uomini misteriosi, in realtà, avevano solo il compito di portare le spoglie della famiglia Pollock nel locale cimitero ebraico. Ma quando ripartiranno, poche ore dopo il loro arrivo, il matrimonio previsto sarà saltato, con fuga dello sposo che si vergogna della propria famiglia e disprezza la futura moglie. Mentre l'uomo che ha occupato con la sua famiglia la casa degli ebrei da lui stesso denunciati, si è suicidato, dopo aver cercato inutilmente comprensione dalla moglie e dallo stesso parroco.
Infine la sposa, sfumata la prospettiva di prendere per matrimonio la sospirata drogheria, la incendia, mentre un acquazzone estivo bagna via come un lavacro tutte le colpe prepotentemente emerse e pagate a caro prezzo nell'arco di appena mezza giornata.